# Tour d'Autriche 2019
La 71e édition du Tour d'Autriche a lieu du 6 au 12 juillet 2019. La course fait partie du calendrier UCI Europe Tour 2019 en catégorie 2.1.

## Présentation

### Équipes
Dix-huit équipes participent à ce Tour d'Autriche - trois WorldTeams, sept équipes continentales professionnelles et huit équipes continentales :
| WorldTeams (3)- Movistar Team - CCC Team - Dimension Data Équipes continentales professionnelles (7)- Israel Cycling Academy - Wanty-Groupe Gobert - Wallonie Bruxelles - Arkéa-Samsic - Delko-Marseille Provence - Neri Sottoli-Selle Italia-KTM - Gazprom-RusVelo Équipes continentales (8)- Team Vorarlberg-Santic - Tirol KTM Cycling Team - Felbermayr Simplon Wels - Hrinkow Advarics Cycleang - Maloja Pushbikers - Wibatech Merx - Vino-Astana Motors - Sport.Land. Niederösterreich Selle SMP-St Rich Bikewear |
| |

## Étapes
| Étape     | Date      | Villes étapes                               | type                        | Distance (km) | Vainqueur d'étape | Leader du classement général |
| --------- | --------- | ------------------------------------------- | --------------------------- | ------------- | ----------------- | ---------------------------- |
| Prologue  | 6 juill.  | Wels – Wels                                 | contre-la-montre individuel | 2,5           | Jannik Steimle    | Jannik Steimle               |
| 1re étape | 7 juill.  | Grieskirchen – Freistadt                    | étape de plaine             | 138,8         | Carlos Barbero    | Emīls Liepiņš                |
| 2e étape  | 8 juill.  | Zwettl – Wiener Neustadt                    | étape vallonnée             | 176,9         | Tom Devriendt     | Jannik Steimle               |
| 3e étape  | 9 juill.  | Kirchschlag – Frohnleiten                   | étape de moyenne montagne   | 176,2         | Giovanni Visconti | Jonas Koch                   |
| 4e étape  | 10 juill. | Radstadt – Fuscher Törl                     | étape de montagne           | 103,5         | Ben Hermans       | Ben Hermans                  |
| 5e étape  | 11 juill. | Bruck an der Großglocknerstraße – Kitzbühel | étape de moyenne montagne   | 161,9         | Jannik Steimle    | Ben Hermans                  |
| 6e étape  | 12 juill. | Kitzbühel – Kitzbüheler Horn                | étape de montagne           | 116,7         | Aleksandr Vlasov  | Ben Hermans                  |

## Déroulement de la course

### Prologue
| \| Classement de l'étape \| Classement de l'étape \| Classement de l'étape \| Classement de l'étape \| Classement de l'étape \| \| Coureur \| Coureur \| Pays \| Équipe \| Temps \| \| --------------------- \| --------------------- \| --------------------- \| ---------------------- \| --------------------- \| \| 1er \| Jannik Steimle \| Allemagne \| Team Vorarlberg-Santic \| 2 min 50 s \| \| 2e \| Matthias Brändle \| Autriche \| Israel Cycling Academy \| + 1 s \| \| 3e \| Pieter Vanspeybrouck \| Belgique \| Wanty-Gobert \| + 3 s \| \| 4e \| Tom Wirtgen \| Luxembourg \| Wallonie Bruxelles \| + 4 s \| \| 5e \| Emīls Liepiņš \| Lettonie \| Wallonie Bruxelles \| + 4 s \| \| 6e \| Josef Černý \| Tchéquie \| CCC Team \| + 5 s \| \| 7e \| Tom Devriendt \| Belgique \| Wanty-Gobert \| + 5 s \| \| 8e \| Patrick Gamper \| Autriche \| Kometa \| + 6 s \| \| 9e \| Łukasz Owsian \| Pologne \| CCC Team \| + 6 s \| \| 10e \| Enrico Gasparotto \| Italie \| Dimension Data \| + 6 s \| |                      |            |                        |            |
| |                      |            |                        |            |
| Source : ProCyclingStats |                      |            |                        |            |
| Classement de l'étape |                      |            |                        |            |
| Coureur | Coureur              | Pays       | Équipe                 | Temps      |
| 1er | Jannik Steimle       | Allemagne  | Team Vorarlberg-Santic | 2 min 50 s |
| 2e | Matthias Brändle     | Autriche   | Israel Cycling Academy | + 1 s      |
| 3e | Pieter Vanspeybrouck | Belgique   | Wanty-Gobert           | + 3 s      |
| 4e | Tom Wirtgen          | Luxembourg | Wallonie Bruxelles     | + 4 s      |
| 5e | Emīls Liepiņš        | Lettonie   | Wallonie Bruxelles     | + 4 s      |
| 6e | Josef Černý          | Tchéquie   | CCC Team               | + 5 s      |
| 7e | Tom Devriendt        | Belgique   | Wanty-Gobert           | + 5 s      |
| 8e | Patrick Gamper       | Autriche   | Kometa                 | + 6 s      |
| 9e | Łukasz Owsian        | Pologne    | CCC Team               | + 6 s      |
| 10e | Enrico Gasparotto    | Italie     | Dimension Data         | + 6 s      |

| \| Classement général \| Classement général \| Classement général \| Classement général \| Classement général \| \| Coureur \| Coureur \| Pays \| Équipe \| Temps \| \| ------------------ \| -------------------- \| ------------------ \| ---------------------- \| ------------------ \| \| 1er \| Jannik Steimle \| Allemagne \| Team Vorarlberg-Santic \| 2 min 50 s \| \| 2e \| Matthias Brändle \| Autriche \| Israel Cycling Academy \| + 1 s \| \| 3e \| Pieter Vanspeybrouck \| Belgique \| Wanty-Gobert \| + 3 s \| \| 4e \| Tom Wirtgen \| Luxembourg \| Wallonie Bruxelles \| + 4 s \| \| 5e \| Emīls Liepiņš \| Lettonie \| Wallonie Bruxelles \| + 4 s \| \| 6e \| Josef Černý \| Tchéquie \| CCC Team \| + 5 s \| \| 7e \| Tom Devriendt \| Belgique \| Wanty-Gobert \| + 5 s \| \| 8e \| Patrick Gamper \| Autriche \| Kometa \| + 6 s \| \| 9e \| Łukasz Owsian \| Pologne \| CCC Team \| + 6 s \| \| 10e \| Enrico Gasparotto \| Italie \| Dimension Data \| + 6 s \| |                      |            |                        |            |
| |                      |            |                        |            |
| Source : ProCyclingStats |                      |            |                        |            |
| Classement général |                      |            |                        |            |
| Coureur | Coureur              | Pays       | Équipe                 | Temps      |
| 1er | Jannik Steimle       | Allemagne  | Team Vorarlberg-Santic | 2 min 50 s |
| 2e | Matthias Brändle     | Autriche   | Israel Cycling Academy | + 1 s      |
| 3e | Pieter Vanspeybrouck | Belgique   | Wanty-Gobert           | + 3 s      |
| 4e | Tom Wirtgen          | Luxembourg | Wallonie Bruxelles     | + 4 s      |
| 5e | Emīls Liepiņš        | Lettonie   | Wallonie Bruxelles     | + 4 s      |
| 6e | Josef Černý          | Tchéquie   | CCC Team               | + 5 s      |
| 7e | Tom Devriendt        | Belgique   | Wanty-Gobert           | + 5 s      |
| 8e | Patrick Gamper       | Autriche   | Kometa                 | + 6 s      |
| 9e | Łukasz Owsian        | Pologne    | CCC Team               | + 6 s      |
| 10e | Enrico Gasparotto    | Italie     | Dimension Data         | + 6 s      |

### 1reétape
| \| Classement de l'étape \| Classement de l'étape \| Classement de l'étape \| Classement de l'étape \| Classement de l'étape \| \| Coureur \| Coureur \| Pays \| Équipe \| Temps \| \| --------------------- \| --------------------- \| --------------------- \| ------------------------ \| --------------------- \| \| 1er \| Carlos Barbero \| Espagne \| Movistar Team \| 3 h 16 min 00 s \| \| 2e \| Emīls Liepiņš \| Lettonie \| Wallonie Bruxelles \| + 0 s \| \| 3e \| Pieter Vanspeybrouck \| Belgique \| Wanty-Gobert \| + 0 s \| \| 4e \| Jonas Koch \| Allemagne \| CCC Team \| + 0 s \| \| 5e \| Jannik Steimle \| Allemagne \| Team Vorarlberg-Santic \| + 0 s \| \| 6e \| Romain Hardy \| France \| Arkéa-Samsic \| + 0 s \| \| 7e \| Franck Bonnamour \| France \| Arkéa-Samsic \| + 0 s \| \| 8e \| Enrico Gasparotto \| Italie \| Dimension Data \| + 0 s \| \| 9e \| Daniel Auer \| Autriche \| Maloja Pushbikers \| + 0 s \| \| 10e \| Alessandro Fedeli \| Italie \| Delko Marseille Provence \| + 0 s \| |                      |           |                          |                 |
| |                      |           |                          |                 |
| Source : ProCyclingStats |                      |           |                          |                 |
| Classement de l'étape |                      |           |                          |                 |
| Coureur | Coureur              | Pays      | Équipe                   | Temps           |
| 1er | Carlos Barbero       | Espagne   | Movistar Team            | 3 h 16 min 00 s |
| 2e | Emīls Liepiņš        | Lettonie  | Wallonie Bruxelles       | + 0 s           |
| 3e | Pieter Vanspeybrouck | Belgique  | Wanty-Gobert             | + 0 s           |
| 4e | Jonas Koch           | Allemagne | CCC Team                 | + 0 s           |
| 5e | Jannik Steimle       | Allemagne | Team Vorarlberg-Santic   | + 0 s           |
| 6e | Romain Hardy         | France    | Arkéa-Samsic             | + 0 s           |
| 7e | Franck Bonnamour     | France    | Arkéa-Samsic             | + 0 s           |
| 8e | Enrico Gasparotto    | Italie    | Dimension Data           | + 0 s           |
| 9e | Daniel Auer          | Autriche  | Maloja Pushbikers        | + 0 s           |
| 10e | Alessandro Fedeli    | Italie    | Delko Marseille Provence | + 0 s           |

| \| Classement général \| Classement général \| Classement général \| Classement général \| Classement général \| \| Coureur \| Coureur \| Pays \| Équipe \| Temps \| \| ------------------ \| -------------------- \| ------------------ \| ---------------------- \| ------------------ \| \| 1er \| Emīls Liepiņš \| Lettonie \| Wallonie Bruxelles \| 3 h 18 min 48 s \| \| 2e \| Pieter Vanspeybrouck \| Belgique \| Wanty-Gobert \| + 1 s \| \| 3e \| Jannik Steimle \| Allemagne \| Team Vorarlberg-Santic \| + 2 s \| \| 4e \| Carlos Barbero \| Espagne \| Movistar Team \| + 4 s \| \| 5e \| Tom Wirtgen \| Luxembourg \| Wallonie Bruxelles \| + 6 s \| \| 6e \| Tom Devriendt \| Belgique \| Wanty-Gobert \| + 7 s \| \| 7e \| Patrick Gamper \| Autriche \| Kometa \| + 8 s \| \| 8e \| Łukasz Owsian \| Pologne \| CCC Team \| + 8 s \| \| 9e \| Enrico Gasparotto \| Italie \| Dimension Data \| + 8 s \| \| 10e \| Jonas Koch \| Allemagne \| CCC Team \| + 8 s \| |                      |            |                        |                 |
| |                      |            |                        |                 |
| Source : ProCyclingStats |                      |            |                        |                 |
| Classement général |                      |            |                        |                 |
| Coureur | Coureur              | Pays       | Équipe                 | Temps           |
| 1er | Emīls Liepiņš        | Lettonie   | Wallonie Bruxelles     | 3 h 18 min 48 s |
| 2e | Pieter Vanspeybrouck | Belgique   | Wanty-Gobert           | + 1 s           |
| 3e | Jannik Steimle       | Allemagne  | Team Vorarlberg-Santic | + 2 s           |
| 4e | Carlos Barbero       | Espagne    | Movistar Team          | + 4 s           |
| 5e | Tom Wirtgen          | Luxembourg | Wallonie Bruxelles     | + 6 s           |
| 6e | Tom Devriendt        | Belgique   | Wanty-Gobert           | + 7 s           |
| 7e | Patrick Gamper       | Autriche   | Kometa                 | + 8 s           |
| 8e | Łukasz Owsian        | Pologne    | CCC Team               | + 8 s           |
| 9e | Enrico Gasparotto    | Italie     | Dimension Data         | + 8 s           |
| 10e | Jonas Koch           | Allemagne  | CCC Team               | + 8 s           |

### 2eétape
| \| Classement de l'étape \| Classement de l'étape \| Classement de l'étape \| Classement de l'étape \| Classement de l'étape \| \| Coureur \| Coureur \| Pays \| Équipe \| Temps \| \| --------------------- \| --------------------- \| --------------------- \| ---------------------- \| --------------------- \| \| 1er \| Tom Devriendt \| Belgique \| Wanty-Gobert \| 4 h 18 min 35 s \| \| 2e \| Jannik Steimle \| Allemagne \| Team Vorarlberg-Santic \| + 0 s \| \| 3e \| Jonas Koch \| Allemagne \| CCC Team \| + 0 s \| \| 4e \| Emīls Liepiņš \| Lettonie \| Wallonie Bruxelles \| + 0 s \| \| 5e \| August Jensen \| Norvège \| Israel Cycling Academy \| + 0 s \| \| 6e \| Daniel Auer \| Autriche \| Maloja Pushbikers \| + 0 s \| \| 7e \| Pieter Vanspeybrouck \| Belgique \| Wanty-Gobert \| + 0 s \| \| 8e \| Romain Hardy \| France \| Arkéa-Samsic \| + 0 s \| \| 9e \| Florian Gamper \| Autriche \| Tirol KTM Cycling Team \| + 0 s \| \| 10e \| Tom Wirtgen \| Luxembourg \| Wallonie Bruxelles \| + 0 s \| |                      |            |                        |                 |
| |                      |            |                        |                 |
| Source : ProCyclingStats |                      |            |                        |                 |
| Classement de l'étape |                      |            |                        |                 |
| Coureur | Coureur              | Pays       | Équipe                 | Temps           |
| 1er | Tom Devriendt        | Belgique   | Wanty-Gobert           | 4 h 18 min 35 s |
| 2e | Jannik Steimle       | Allemagne  | Team Vorarlberg-Santic | + 0 s           |
| 3e | Jonas Koch           | Allemagne  | CCC Team               | + 0 s           |
| 4e | Emīls Liepiņš        | Lettonie   | Wallonie Bruxelles     | + 0 s           |
| 5e | August Jensen        | Norvège    | Israel Cycling Academy | + 0 s           |
| 6e | Daniel Auer          | Autriche   | Maloja Pushbikers      | + 0 s           |
| 7e | Pieter Vanspeybrouck | Belgique   | Wanty-Gobert           | + 0 s           |
| 8e | Romain Hardy         | France     | Arkéa-Samsic           | + 0 s           |
| 9e | Florian Gamper       | Autriche   | Tirol KTM Cycling Team | + 0 s           |
| 10e | Tom Wirtgen          | Luxembourg | Wallonie Bruxelles     | + 0 s           |

| \| Classement général \| Classement général \| Classement général \| Classement général \| Classement général \| \| Coureur \| Coureur \| Pays \| Équipe \| Temps \| \| ------------------ \| --------------------- \| ------------------ \| ----------------------------- \| ------------------ \| \| 1er \| Jannik Steimle \| Allemagne \| Team Vorarlberg-Santic \| 7 h 37 min 19 s \| \| 2e \| Tom Devriendt \| Belgique \| Wanty-Gobert \| + 1 s \| \| 3e \| Emīls Liepiņš \| Lettonie \| Wallonie Bruxelles \| + 4 s \| \| 4e \| Matthias Krizek \| Autriche \| Felbermayr Simplon Wels \| + 5 s \| \| 5e \| Pieter Vanspeybrouck \| Belgique \| Wanty-Gobert \| + 5 s \| \| 6e \| Carlos Barbero \| Espagne \| Movistar Team \| + 8 s \| \| 7e \| Jonas Koch \| Allemagne \| CCC Team \| + 8 s \| \| 8e \| Tom Wirtgen \| Luxembourg \| Wallonie Bruxelles \| + 10 s \| \| 9e \| Sebastian Schönberger \| Autriche \| Neri Sottoli-Selle Italia-KTM \| + 11 s \| \| 10e \| Patrick Gamper \| Autriche \| Kometa \| + 12 s \| |                       |            |                               |                 |
| |                       |            |                               |                 |
| Source : ProCyclingStats |                       |            |                               |                 |
| Classement général |                       |            |                               |                 |
| Coureur | Coureur               | Pays       | Équipe                        | Temps           |
| 1er | Jannik Steimle        | Allemagne  | Team Vorarlberg-Santic        | 7 h 37 min 19 s |
| 2e | Tom Devriendt         | Belgique   | Wanty-Gobert                  | + 1 s           |
| 3e | Emīls Liepiņš         | Lettonie   | Wallonie Bruxelles            | + 4 s           |
| 4e | Matthias Krizek       | Autriche   | Felbermayr Simplon Wels       | + 5 s           |
| 5e | Pieter Vanspeybrouck  | Belgique   | Wanty-Gobert                  | + 5 s           |
| 6e | Carlos Barbero        | Espagne    | Movistar Team                 | + 8 s           |
| 7e | Jonas Koch            | Allemagne  | CCC Team                      | + 8 s           |
| 8e | Tom Wirtgen           | Luxembourg | Wallonie Bruxelles            | + 10 s          |
| 9e | Sebastian Schönberger | Autriche   | Neri Sottoli-Selle Italia-KTM | + 11 s          |
| 10e | Patrick Gamper        | Autriche   | Kometa                        | + 12 s          |

### 3eétape
| \| Classement de l'étape \| Classement de l'étape \| Classement de l'étape \| Classement de l'étape \| Classement de l'étape \| \| Coureur \| Coureur \| Pays \| Équipe \| Temps \| \| --------------------- \| --------------------- \| --------------------- \| ----------------------------- \| --------------------- \| \| 1er \| Giovanni Visconti \| Italie \| Neri Sottoli-Selle Italia-KTM \| 4 h 53 min 26 s \| \| 2e \| Colin Stüssi \| Suisse \| Team Vorarlberg-Santic \| + 0 s \| \| 3e \| Jonas Koch \| Allemagne \| CCC Team \| + 0 s \| \| 4e \| Ivan Rovny \| Russie \| Gazprom-RusVelo \| + 0 s \| \| 5e \| Georg Zimmermann \| Allemagne \| Tirol KTM Cycling Team \| + 0 s \| \| 6e \| Dimitri Peyskens \| Belgique \| Wallonie Bruxelles \| + 0 s \| \| 7e \| Romain Combaud \| France \| Delko Marseille Provence \| + 0 s \| \| 8e \| Aleksandr Vlasov \| Russie \| Gazprom-RusVelo \| + 0 s \| \| 9e \| Franck Bonnamour \| France \| Arkéa-Samsic \| + 0 s \| \| 10e \| Alessandro Fedeli \| Italie \| Delko Marseille Provence \| + 0 s \| |                   |           |                               |                 |
| |                   |           |                               |                 |
| Source : ProCyclingStats |                   |           |                               |                 |
| Classement de l'étape |                   |           |                               |                 |
| Coureur | Coureur           | Pays      | Équipe                        | Temps           |
| 1er | Giovanni Visconti | Italie    | Neri Sottoli-Selle Italia-KTM | 4 h 53 min 26 s |
| 2e | Colin Stüssi      | Suisse    | Team Vorarlberg-Santic        | + 0 s           |
| 3e | Jonas Koch        | Allemagne | CCC Team                      | + 0 s           |
| 4e | Ivan Rovny        | Russie    | Gazprom-RusVelo               | + 0 s           |
| 5e | Georg Zimmermann  | Allemagne | Tirol KTM Cycling Team        | + 0 s           |
| 6e | Dimitri Peyskens  | Belgique  | Wallonie Bruxelles            | + 0 s           |
| 7e | Romain Combaud    | France    | Delko Marseille Provence      | + 0 s           |
| 8e | Aleksandr Vlasov  | Russie    | Gazprom-RusVelo               | + 0 s           |
| 9e | Franck Bonnamour  | France    | Arkéa-Samsic                  | + 0 s           |
| 10e | Alessandro Fedeli | Italie    | Delko Marseille Provence      | + 0 s           |

| \| Classement général \| Classement général \| Classement général \| Classement général \| Classement général \| \| Coureur \| Coureur \| Pays \| Équipe \| Temps \| \| ------------------ \| --------------------- \| ------------------ \| ----------------------------- \| ------------------ \| \| 1er \| Jonas Koch \| Allemagne \| CCC Team \| 12 h 30 min 49 s \| \| 2e \| Alessandro Fedeli \| Italie \| Delko Marseille Provence \| + 1 s \| \| 3e \| Giovanni Visconti \| Italie \| Neri Sottoli-Selle Italia-KTM \| + 1 s \| \| 4e \| Sebastian Schönberger \| Autriche \| Neri Sottoli-Selle Italia-KTM \| + 7 s \| \| 5e \| Łukasz Owsian \| Pologne \| CCC Team \| + 8 s \| \| 6e \| Colin Stüssi \| Suisse \| Team Vorarlberg-Santic \| + 8 s \| \| 7e \| Rubén Fernández \| Espagne \| Movistar Team \| + 9 s \| \| 8e \| Tom-Jelte Slagter \| Pays-Bas \| Dimension Data \| + 9 s \| \| 9e \| Connor Swift \| Royaume-Uni \| Arkéa-Samsic \| + 9 s \| \| 10e \| Eliot Lietaer \| Belgique \| Wallonie Bruxelles \| + 9 s \| |                       |             |                               |                  |
| |                       |             |                               |                  |
| Source : ProCyclingStats |                       |             |                               |                  |
| Classement général |                       |             |                               |                  |
| Coureur | Coureur               | Pays        | Équipe                        | Temps            |
| 1er | Jonas Koch            | Allemagne   | CCC Team                      | 12 h 30 min 49 s |
| 2e | Alessandro Fedeli     | Italie      | Delko Marseille Provence      | + 1 s            |
| 3e | Giovanni Visconti     | Italie      | Neri Sottoli-Selle Italia-KTM | + 1 s            |
| 4e | Sebastian Schönberger | Autriche    | Neri Sottoli-Selle Italia-KTM | + 7 s            |
| 5e | Łukasz Owsian         | Pologne     | CCC Team                      | + 8 s            |
| 6e | Colin Stüssi          | Suisse      | Team Vorarlberg-Santic        | + 8 s            |
| 7e | Rubén Fernández       | Espagne     | Movistar Team                 | + 9 s            |
| 8e | Tom-Jelte Slagter     | Pays-Bas    | Dimension Data                | + 9 s            |
| 9e | Connor Swift          | Royaume-Uni | Arkéa-Samsic                  | + 9 s            |
| 10e | Eliot Lietaer         | Belgique    | Wallonie Bruxelles            | + 9 s            |

### 4eétape
| \| Classement de l'étape \| Classement de l'étape \| Classement de l'étape \| Classement de l'étape \| Classement de l'étape \| \| Coureur \| Coureur \| Pays \| Équipe \| Temps \| \| --------------------- \| ----------------------- \| --------------------- \| ---------------------- \| --------------------- \| \| 1er \| Ben Hermans \| Belgique \| Israel Cycling Academy \| 3 h 01 min 32 s \| \| 2e \| Ben O'Connor \| Australie \| Dimension Data \| + 6 s \| \| 3e \| Winner Anacona \| Colombie \| Movistar Team \| + 9 s \| \| 4e \| Eduardo Sepúlveda \| Argentine \| Movistar Team \| + 23 s \| \| 5e \| Stefan de Bod \| Afrique du Sud \| Dimension Data \| + 38 s \| \| 6e \| Riccardo Zoidl \| Autriche \| CCC Team \| + 1 min 02 s \| \| 7e \| Víctor de la Parte \| Espagne \| CCC Team \| + 1 min 19 s \| \| 8e \| Amanuel Ghebreigzabhier \| Érythrée \| Dimension Data \| + 1 min 25 s \| \| 9e \| Aleksandr Vlasov \| Russie \| Gazprom-RusVelo \| + 1 min 25 s \| \| 10e \| José Manuel Díaz \| Espagne \| Team Vorarlberg-Santic \| + 1 min 39 s \| |                         |                |                        |                 |
| |                         |                |                        |                 |
| Source : ProCyclingStats |                         |                |                        |                 |
| Classement de l'étape |                         |                |                        |                 |
| Coureur | Coureur                 | Pays           | Équipe                 | Temps           |
| 1er | Ben Hermans             | Belgique       | Israel Cycling Academy | 3 h 01 min 32 s |
| 2e | Ben O'Connor            | Australie      | Dimension Data         | + 6 s           |
| 3e | Winner Anacona          | Colombie       | Movistar Team          | + 9 s           |
| 4e | Eduardo Sepúlveda       | Argentine      | Movistar Team          | + 23 s          |
| 5e | Stefan de Bod           | Afrique du Sud | Dimension Data         | + 38 s          |
| 6e | Riccardo Zoidl          | Autriche       | CCC Team               | + 1 min 02 s    |
| 7e | Víctor de la Parte      | Espagne        | CCC Team               | + 1 min 19 s    |
| 8e | Amanuel Ghebreigzabhier | Érythrée       | Dimension Data         | + 1 min 25 s    |
| 9e | Aleksandr Vlasov        | Russie         | Gazprom-RusVelo        | + 1 min 25 s    |
| 10e | José Manuel Díaz        | Espagne        | Team Vorarlberg-Santic | + 1 min 39 s    |

| \| Classement général \| Classement général \| Classement général \| Classement général \| Classement général \| \| Coureur \| Coureur \| Pays \| Équipe \| Temps \| \| ------------------ \| ----------------------- \| ------------------ \| ---------------------- \| ------------------ \| \| 1er \| Ben Hermans \| Belgique \| Israel Cycling Academy \| 15 h 32 min 23 s \| \| 2e \| Ben O'Connor \| Australie \| Dimension Data \| + 8 s \| \| 3e \| Winner Anacona \| Colombie \| Movistar Team \| + 13 s \| \| 4e \| Eduardo Sepúlveda \| Argentine \| Movistar Team \| + 34 s \| \| 5e \| Stefan de Bod \| Afrique du Sud \| Dimension Data \| + 47 s \| \| 6e \| Riccardo Zoidl \| Autriche \| CCC Team \| + 1 min 10 s \| \| 7e \| Víctor de la Parte \| Espagne \| CCC Team \| + 1 min 33 s \| \| 8e \| Amanuel Ghebreigzabhier \| Érythrée \| Dimension Data \| + 1 min 35 s \| \| 9e \| Aleksandr Vlasov \| Russie \| Gazprom-RusVelo \| + 1 min 40 s \| \| 10e \| José Manuel Díaz \| Espagne \| Team Vorarlberg-Santic \| + 1 min 56 s \| |                         |                |                        |                  |
| |                         |                |                        |                  |
| Source : ProCyclingStats |                         |                |                        |                  |
| Classement général |                         |                |                        |                  |
| Coureur | Coureur                 | Pays           | Équipe                 | Temps            |
| 1er | Ben Hermans             | Belgique       | Israel Cycling Academy | 15 h 32 min 23 s |
| 2e | Ben O'Connor            | Australie      | Dimension Data         | + 8 s            |
| 3e | Winner Anacona          | Colombie       | Movistar Team          | + 13 s           |
| 4e | Eduardo Sepúlveda       | Argentine      | Movistar Team          | + 34 s           |
| 5e | Stefan de Bod           | Afrique du Sud | Dimension Data         | + 47 s           |
| 6e | Riccardo Zoidl          | Autriche       | CCC Team               | + 1 min 10 s     |
| 7e | Víctor de la Parte      | Espagne        | CCC Team               | + 1 min 33 s     |
| 8e | Amanuel Ghebreigzabhier | Érythrée       | Dimension Data         | + 1 min 35 s     |
| 9e | Aleksandr Vlasov        | Russie         | Gazprom-RusVelo        | + 1 min 40 s     |
| 10e | José Manuel Díaz        | Espagne        | Team Vorarlberg-Santic | + 1 min 56 s     |

### 5eétape
| \| Classement de l'étape \| Classement de l'étape \| Classement de l'étape \| Classement de l'étape \| Classement de l'étape \| \| Coureur \| Coureur \| Pays \| Équipe \| Temps \| \| --------------------- \| --------------------- \| --------------------- \| ----------------------------- \| --------------------- \| \| 1er \| Jannik Steimle \| Allemagne \| Team Vorarlberg-Santic \| 4 h 04 min 09 s \| \| 2e \| Jonas Koch \| Allemagne \| CCC Team \| + 0 s \| \| 3e \| Patrick Gamper \| Autriche \| Kometa \| + 0 s \| \| 4e \| August Jensen \| Norvège \| Israel Cycling Academy \| + 0 s \| \| 5e \| Dayer Quintana \| Colombie \| Neri Sottoli-Selle Italia-KTM \| + 0 s \| \| 6e \| Laurent Pichon \| France \| Arkéa-Samsic \| + 0 s \| \| 7e \| Matthias Krizek \| Autriche \| Felbermayr Simplon Wels \| + 0 s \| \| 8e \| Johannes Schinnagel \| Allemagne \| Maloja Pushbikers \| + 0 s \| \| 9e \| Colin Stüssi \| Suisse \| Team Vorarlberg-Santic \| + 0 s \| \| 10e \| Eliot Lietaer \| Belgique \| Wallonie Bruxelles \| + 0 s \| |                     |           |                               |                 |
| |                     |           |                               |                 |
| Source : ProCyclingStats |                     |           |                               |                 |
| Classement de l'étape |                     |           |                               |                 |
| Coureur | Coureur             | Pays      | Équipe                        | Temps           |
| 1er | Jannik Steimle      | Allemagne | Team Vorarlberg-Santic        | 4 h 04 min 09 s |
| 2e | Jonas Koch          | Allemagne | CCC Team                      | + 0 s           |
| 3e | Patrick Gamper      | Autriche  | Kometa                        | + 0 s           |
| 4e | August Jensen       | Norvège   | Israel Cycling Academy        | + 0 s           |
| 5e | Dayer Quintana      | Colombie  | Neri Sottoli-Selle Italia-KTM | + 0 s           |
| 6e | Laurent Pichon      | France    | Arkéa-Samsic                  | + 0 s           |
| 7e | Matthias Krizek     | Autriche  | Felbermayr Simplon Wels       | + 0 s           |
| 8e | Johannes Schinnagel | Allemagne | Maloja Pushbikers             | + 0 s           |
| 9e | Colin Stüssi        | Suisse    | Team Vorarlberg-Santic        | + 0 s           |
| 10e | Eliot Lietaer       | Belgique  | Wallonie Bruxelles            | + 0 s           |

| \| Classement général \| Classement général \| Classement général \| Classement général \| Classement général \| \| Coureur \| Coureur \| Pays \| Équipe \| Temps \| \| ------------------ \| ----------------------- \| ------------------ \| ---------------------- \| ------------------ \| \| 1er \| Ben Hermans \| Belgique \| Israel Cycling Academy \| 19 h 36 min 32 s \| \| 2e \| Ben O'Connor \| Australie \| Dimension Data \| + 8 s \| \| 3e \| Winner Anacona \| Colombie \| Movistar Team \| + 13 s \| \| 4e \| Eduardo Sepúlveda \| Argentine \| Movistar Team \| + 34 s \| \| 5e \| Stefan de Bod \| Afrique du Sud \| Dimension Data \| + 47 s \| \| 6e \| Riccardo Zoidl \| Autriche \| CCC Team \| + 1 min 10 s \| \| 7e \| Víctor de la Parte \| Espagne \| CCC Team \| + 1 min 33 s \| \| 8e \| Amanuel Ghebreigzabhier \| Érythrée \| Dimension Data \| + 1 min 35 s \| \| 9e \| Aleksandr Vlasov \| Russie \| Gazprom-RusVelo \| + 1 min 40 s \| \| 10e \| José Manuel Díaz \| Espagne \| Team Vorarlberg-Santic \| + 1 min 56 s \| |                         |                |                        |                  |
| |                         |                |                        |                  |
| Source : ProCyclingStats |                         |                |                        |                  |
| Classement général |                         |                |                        |                  |
| Coureur | Coureur                 | Pays           | Équipe                 | Temps            |
| 1er | Ben Hermans             | Belgique       | Israel Cycling Academy | 19 h 36 min 32 s |
| 2e | Ben O'Connor            | Australie      | Dimension Data         | + 8 s            |
| 3e | Winner Anacona          | Colombie       | Movistar Team          | + 13 s           |
| 4e | Eduardo Sepúlveda       | Argentine      | Movistar Team          | + 34 s           |
| 5e | Stefan de Bod           | Afrique du Sud | Dimension Data         | + 47 s           |
| 6e | Riccardo Zoidl          | Autriche       | CCC Team               | + 1 min 10 s     |
| 7e | Víctor de la Parte      | Espagne        | CCC Team               | + 1 min 33 s     |
| 8e | Amanuel Ghebreigzabhier | Érythrée       | Dimension Data         | + 1 min 35 s     |
| 9e | Aleksandr Vlasov        | Russie         | Gazprom-RusVelo        | + 1 min 40 s     |
| 10e | José Manuel Díaz        | Espagne        | Team Vorarlberg-Santic | + 1 min 56 s     |

### 6eétape
| \| Classement de l'étape \| Classement de l'étape \| Classement de l'étape \| Classement de l'étape \| Classement de l'étape \| \| Coureur \| Coureur \| Pays \| Équipe \| Temps \| \| --------------------- \| ----------------------- \| --------------------- \| ---------------------- \| --------------------- \| \| 1er \| Aleksandr Vlasov \| Russie \| Gazprom-RusVelo \| 2 h 54 min 12 s \| \| 2e \| Patrick Schelling \| Suisse \| Team Vorarlberg-Santic \| + 2 s \| \| 3e \| Amanuel Ghebreigzabhier \| Érythrée \| Dimension Data \| + 20 s \| \| 4e \| Eduardo Sepúlveda \| Argentine \| Movistar Team \| + 24 s \| \| 5e \| Stefan de Bod \| Afrique du Sud \| Dimension Data \| + 29 s \| \| 6e \| José Manuel Díaz \| Espagne \| Team Vorarlberg-Santic \| + 38 s \| \| 7e \| Ben Hermans \| Belgique \| Israel Cycling Academy \| + 38 s \| \| 8e \| Riccardo Zoidl \| Autriche \| CCC Team \| + 38 s \| \| 9e \| Víctor de la Parte \| Espagne \| CCC Team \| + 53 s \| \| 10e \| Eliot Lietaer \| Belgique \| Wallonie Bruxelles \| + 59 s \| |                         |                |                        |                 |
| |                         |                |                        |                 |
| Source : ProCyclingStats |                         |                |                        |                 |
| Classement de l'étape |                         |                |                        |                 |
| Coureur | Coureur                 | Pays           | Équipe                 | Temps           |
| 1er | Aleksandr Vlasov        | Russie         | Gazprom-RusVelo        | 2 h 54 min 12 s |
| 2e | Patrick Schelling       | Suisse         | Team Vorarlberg-Santic | + 2 s           |
| 3e | Amanuel Ghebreigzabhier | Érythrée       | Dimension Data         | + 20 s          |
| 4e | Eduardo Sepúlveda       | Argentine      | Movistar Team          | + 24 s          |
| 5e | Stefan de Bod           | Afrique du Sud | Dimension Data         | + 29 s          |
| 6e | José Manuel Díaz        | Espagne        | Team Vorarlberg-Santic | + 38 s          |
| 7e | Ben Hermans             | Belgique       | Israel Cycling Academy | + 38 s          |
| 8e | Riccardo Zoidl          | Autriche       | CCC Team               | + 38 s          |
| 9e | Víctor de la Parte      | Espagne        | CCC Team               | + 53 s          |
| 10e | Eliot Lietaer           | Belgique       | Wallonie Bruxelles     | + 59 s          |

## Classements finals

### Classement général final
| \| Classement général \| Classement général \| Classement général \| Classement général \| Classement général \| \| Coureur \| Coureur \| Pays \| Équipe \| Temps \| \| ------------------ \| ----------------------- \| ------------------ \| ---------------------- \| ------------------ \| \| 1er \| Ben Hermans \| Belgique \| Israel Cycling Academy \| 22 h 31 min 22 s \| \| 2e \| Eduardo Sepúlveda \| Argentine \| Movistar Team \| + 20 s \| \| 3e \| Stefan de Bod \| Afrique du Sud \| Dimension Data \| + 38 s \| \| 4e \| Winner Anacona \| Colombie \| Movistar Team \| + 41 s \| \| 5e \| Aleksandr Vlasov \| Russie \| Gazprom-RusVelo \| + 52 s \| \| 6e \| Ben O'Connor \| Australie \| Dimension Data \| + 1 min 08 s \| \| 7e \| Riccardo Zoidl \| Autriche \| CCC Team \| + 1 min 10 s \| \| 8e \| Amanuel Ghebreigzabhier \| Érythrée \| Dimension Data \| + 1 min 13 s \| \| 9e \| Patrick Schelling \| Suisse \| Team Vorarlberg-Santic \| + 1 min 29 s \| \| 10e \| Víctor de la Parte \| Espagne \| CCC Team \| + 1 min 48 s \| |                         |                |                        |                  |
| |                         |                |                        |                  |
| Source : ProCyclingStats |                         |                |                        |                  |
| Classement général |                         |                |                        |                  |
| Coureur | Coureur                 | Pays           | Équipe                 | Temps            |
| 1er | Ben Hermans             | Belgique       | Israel Cycling Academy | 22 h 31 min 22 s |
| 2e | Eduardo Sepúlveda       | Argentine      | Movistar Team          | + 20 s           |
| 3e | Stefan de Bod           | Afrique du Sud | Dimension Data         | + 38 s           |
| 4e | Winner Anacona          | Colombie       | Movistar Team          | + 41 s           |
| 5e | Aleksandr Vlasov        | Russie         | Gazprom-RusVelo        | + 52 s           |
| 6e | Ben O'Connor            | Australie      | Dimension Data         | + 1 min 08 s     |
| 7e | Riccardo Zoidl          | Autriche       | CCC Team               | + 1 min 10 s     |
| 8e | Amanuel Ghebreigzabhier | Érythrée       | Dimension Data         | + 1 min 13 s     |
| 9e | Patrick Schelling       | Suisse         | Team Vorarlberg-Santic | + 1 min 29 s     |
| 10e | Víctor de la Parte      | Espagne        | CCC Team               | + 1 min 48 s     |

### Classements annexes
| Classement par points | Classement par points | Classement par points | Classement par points   | Classement par points |
| Coureur               | Coureur               | Pays                  | Équipe                  | Points                |
| --------------------- | --------------------- | --------------------- | ----------------------- | --------------------- |
| 1er                   | Jonas Koch            | Allemagne             | CCC Team                | 16 pts                |
| 2e                    | Jannik Steimle        | Allemagne             | Team Vorarlberg-Santic  | 15 pts                |
| 3e                    | Aleksandr Vlasov      | Russie                | Gazprom-RusVelo         | 10 pts                |
| 4e                    | Ben Hermans           | Belgique              | Israel Cycling Academy  | 9 pts                 |
| 5e                    | August Jensen         | Norvège               | Israel Cycling Academy  | 8 pts                 |
| 6e                    | Matthias Krizek       | Autriche              | Felbermayr Simplon Wels |                       |
| 7e                    | Georg Zimmermann      | Allemagne             | Tirol KTM Cycling Team  |                       |
| 8e                    | Eduardo Sepúlveda     | Argentine             | Movistar Team           |                       |
| 9e                    | Colin Stüssi          | Suisse                | Team Vorarlberg-Santic  |                       |
| 10e                   | Pieter Vanspeybrouck  | Belgique              | Wanty-Gobert            |                       |

| Classement par points | Classement par points | Classement par points | Classement par points   | Classement par points |
| Coureur               | Coureur               | Pays                  | Équipe                  | Points                |
| --------------------- | --------------------- | --------------------- | ----------------------- | --------------------- |
| 1er                   | Jonas Koch            | Allemagne             | CCC Team                | 16 pts                |
| 2e                    | Jannik Steimle        | Allemagne             | Team Vorarlberg-Santic  | 15 pts                |
| 3e                    | Aleksandr Vlasov      | Russie                | Gazprom-RusVelo         | 10 pts                |
| 4e                    | Ben Hermans           | Belgique              | Israel Cycling Academy  | 9 pts                 |
| 5e                    | August Jensen         | Norvège               | Israel Cycling Academy  | 8 pts                 |
| 6e                    | Matthias Krizek       | Autriche              | Felbermayr Simplon Wels |                       |
| 7e                    | Georg Zimmermann      | Allemagne             | Tirol KTM Cycling Team  |                       |
| 8e                    | Eduardo Sepúlveda     | Argentine             | Movistar Team           |                       |
| 9e                    | Colin Stüssi          | Suisse                | Team Vorarlberg-Santic  |                       |
| 10e                   | Pieter Vanspeybrouck  | Belgique              | Wanty-Gobert            |                       |

| Classement de la montagne | Classement de la montagne | Classement de la montagne | Classement de la montagne     | Classement de la montagne |
| Coureur                   | Coureur                   | Pays                      | Équipe                        | Points                    |
| ------------------------- | ------------------------- | ------------------------- | ----------------------------- | ------------------------- |
| 1er                       | Georg Zimmermann          | Allemagne                 | Tirol KTM Cycling Team        | 45 pts                    |
| 2e                        | Ben Hermans               | Belgique                  | Israel Cycling Academy        | 24 pts                    |
| 3e                        | Thibault Guernalec        | France                    | Arkéa-Samsic                  | 24 pts                    |
| 4e                        | Scott Davies              | Royaume-Uni               | Dimension Data                | 16 pts                    |
| 5e                        | Aleksandr Vlasov          | Russie                    | Gazprom-RusVelo               | 15 pts                    |
| 6e                        | Mario Gamper              | Autriche                  | Tirol KTM Cycling Team        | 15 pts                    |
| 7e                        | Sebastian Schönberger     | Autriche                  | Neri Sottoli-Selle Italia-KTM | 15 pts                    |
| 8e                        | Eduardo Sepúlveda         | Argentine                 | Movistar Team                 | 12 pts                    |
| 9e                        | Ben O'Connor              | Australie                 | Dimension Data                | 12 pts                    |
| 10e                       | Brice Feillu              | France                    | Arkéa-Samsic                  | 11 pts                    |

| Classement de la montagne | Classement de la montagne | Classement de la montagne | Classement de la montagne     | Classement de la montagne |
| Coureur                   | Coureur                   | Pays                      | Équipe                        | Points                    |
| ------------------------- | ------------------------- | ------------------------- | ----------------------------- | ------------------------- |
| 1er                       | Georg Zimmermann          | Allemagne                 | Tirol KTM Cycling Team        | 45 pts                    |
| 2e                        | Ben Hermans               | Belgique                  | Israel Cycling Academy        | 24 pts                    |
| 3e                        | Thibault Guernalec        | France                    | Arkéa-Samsic                  | 24 pts                    |
| 4e                        | Scott Davies              | Royaume-Uni               | Dimension Data                | 16 pts                    |
| 5e                        | Aleksandr Vlasov          | Russie                    | Gazprom-RusVelo               | 15 pts                    |
| 6e                        | Mario Gamper              | Autriche                  | Tirol KTM Cycling Team        | 15 pts                    |
| 7e                        | Sebastian Schönberger     | Autriche                  | Neri Sottoli-Selle Italia-KTM | 15 pts                    |
| 8e                        | Eduardo Sepúlveda         | Argentine                 | Movistar Team                 | 12 pts                    |
| 9e                        | Ben O'Connor              | Australie                 | Dimension Data                | 12 pts                    |
| 10e                       | Brice Feillu              | France                    | Arkéa-Samsic                  | 11 pts                    |

| Classement par équipes | Classement par équipes | Classement par équipes | Classement par équipes |
| Équipe                 | Équipe                 | Pays                   | Temps                  |
| ---------------------- | ---------------------- | ---------------------- | ---------------------- |
| 1re                    | Dimension Data         | Afrique du Sud         | 67 h 37 min 09 s       |
| 2e                     | Team Vorarlberg-Santic | Autriche               | + 5 min 29 s           |
| 3e                     | CCC Team               | Pologne                | + 6 min 24 s           |
| 4e                     | Movistar Team          | Espagne                | + 8 min 04 s           |
| 5e                     | Gazprom-RusVelo        | Russie                 | + 14 min 31 s          |

| Classement par équipes | Classement par équipes | Classement par équipes | Classement par équipes |
| Équipe                 | Équipe                 | Pays                   | Temps                  |
| ---------------------- | ---------------------- | ---------------------- | ---------------------- |
| 1re                    | Dimension Data         | Afrique du Sud         | 67 h 37 min 09 s       |
| 2e                     | Team Vorarlberg-Santic | Autriche               | + 5 min 29 s           |
| 3e                     | CCC Team               | Pologne                | + 6 min 24 s           |
| 4e                     | Movistar Team          | Espagne                | + 8 min 04 s           |
| 5e                     | Gazprom-RusVelo        | Russie                 | + 14 min 31 s          |

### UCI Europe Tour
Ce Tour d'Autriche attribue des points pour l'UCI Europe Tour 2019, par équipes seulement aux coureurs des équipes continentales professionnelles et continentales, individuellement à tous les coureurs sauf ceux faisant partie d'une équipe ayant un label WorldTeam.
| Position,          | 1er | 2e | 3e | 4e | 5e | 6e | 7e | 8e | 9e | 10e | 11e | 12e | 13e à 15e | 16e à 25e |
| Classement général | 125 | 85 | 70 | 60 | 50 | 40 | 35 | 30 | 25 | 20  | 15  | 10  | 5         | 3         |
| Par étape          | 14  | 5  | 3  |    |    |    |    |    |    |     |     |     |           |           |
| Leader, par étape  | 3   |    |    |    |    |    |    |    |    |     |     |     |           |           |

## Évolution des classements
| Étape              | Vainqueur          | Classement général | Classement par points | Classement de la montagne | Classement du meilleur jeune | Classement par équipes |
| ------------------ | ------------------ | ------------------ | --------------------- | ------------------------- | ---------------------------- | ---------------------- |
| P                  | Jannik Steimle     | Jannik Steimle     | non-décerné           | non-décerné               | Patrick Gamper               | Wallonie Bruxelles     |
| 1                  | Carlos Barbero     | Emīls Liepiņš      | Carlos Barbero        | Scott Davies              | Patrick Gamper               | Wallonie Bruxelles     |
| 2                  | Tom Devriendt      | Jannik Steimle     | Emīls Liepiņš         | Scott Davies              | Patrick Gamper               | Wallonie Bruxelles     |
| 3                  | Giovanni Visconti  | Jonas Koch         | Jonas Koch            | Georg Zimmermann          | Georg Zimmermann             | Wanty-Gobert           |
| 4                  | Ben Hermans        | Ben Hermans        | Jonas Koch            | Georg Zimmermann          | Vadim Pronskiy               | Dimension Data         |
| 5                  | Jannik Steimle     | Ben Hermans        | Jonas Koch            | Georg Zimmermann          | Vadim Pronskiy               | Dimension Data         |
| 6                  | Aleksandr Vlasov   | Ben Hermans        | Jonas Koch            | Georg Zimmermann          | Vadim Pronskiy               | Dimension Data         |
| Classements finals | Classements finals | Ben Hermans        | Jonas Koch            | Georg Zimmermann          | Vadim Pronskiy               | Dimension Data         |